# Arquitectura neocolonial

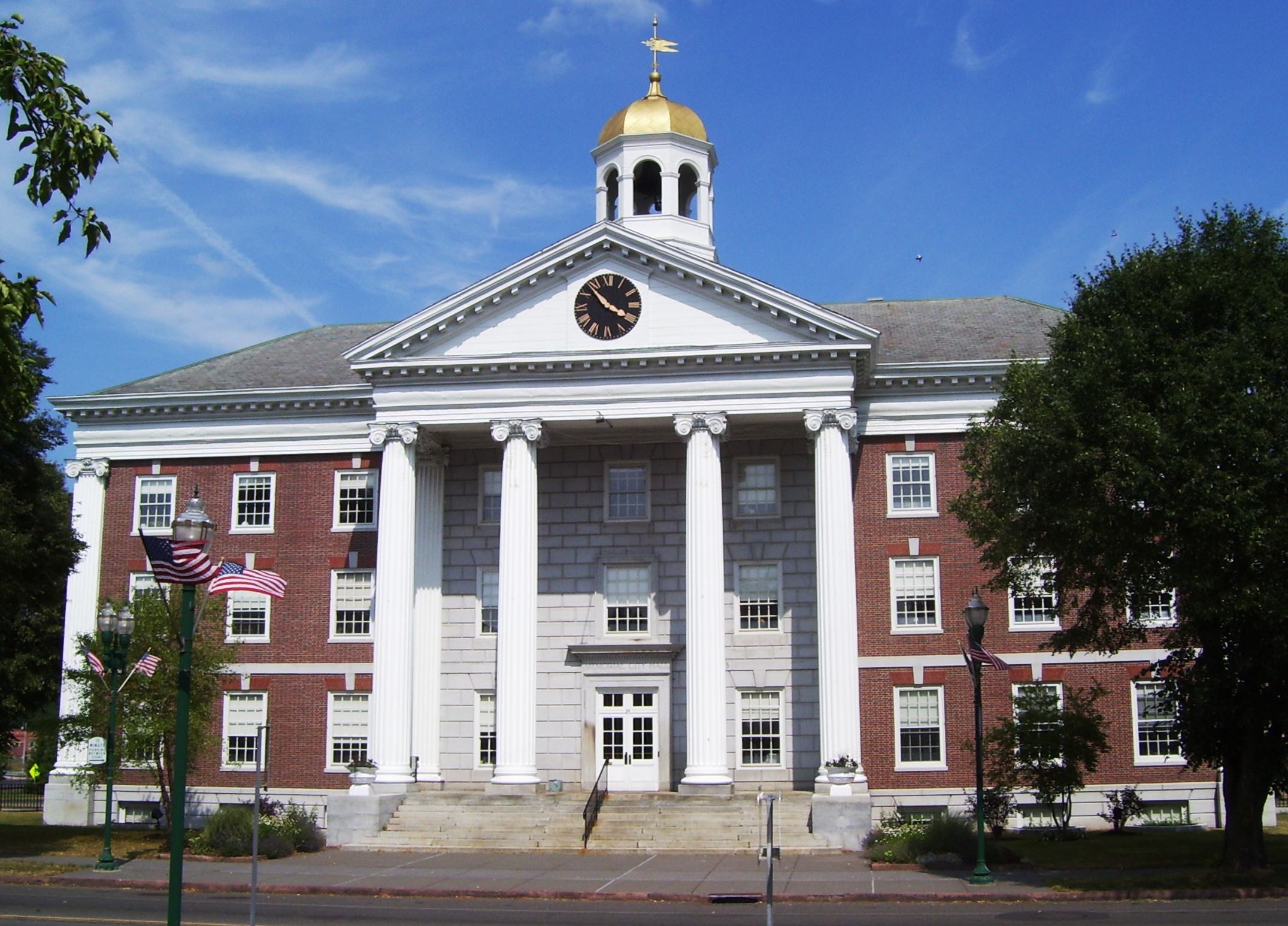
Ajuntament d'Auburn a Nova York, construït en un estil neocolonial

L'arquitectura neocolonial és un corrent arquitectònic nascut a les Amèriques. Té diverses arrels a causa de l'heterogeneïtat d'orígens de les cultures colonitzadores, ja siguin espanyoles, portugueses, franceses o britàniques. Per això, el terme és molt ampli i hi ha versions diferents de l'arquitectura neocolonial, que es varen donar principalment al començament del segle XX i per diferents motius històrics i culturals, segons el lloc.